# Callia bella
Callia bella är en skalbaggsart som beskrevs av Maria Helena M. Galileo och Martins 1992. Callia bella ingår i släktet Callia och familjen långhorningar. Inga underarter finns listade.